# BUNT Festival
BUNT Festival (Beogradska umetnička nova teritorija) je beogradski muzički festival koji postoji od 2013. godine. Festival je organizovan tako da, na više lokacija u Beogradu, priredi koncerte klasične muzike sa fokusom na delima domaćih kompozitora. Pored toga festival ima tradiciju da u program uključuje studente muzike, kao i srednjoškolce, djake beogradskih muzičkih škola, dok u sporednom delu program festival organizuje predavanja, tribine i promocije knjiga.

## Lokacije
Neke od lokacija održavanja festivalskih koncerta
- Dvorana AKUD Lola
- Zvezdara teatar
- Galerija Kolektiv
- Mikser
- Svečana sala Skupštine grada Beograda
- Kolarčeva zadužbina[5]
- Legat Josipa Slavenskog,
- Etnografski muzej

## Gosti festivala

#### Neki od dosadašnjih učesnika su:
- Ansambl Metamorfozis
- Ivan Bašić
- Dejan Sinadinović i Katarina Jovanović
- Katarina Ranković & Ljubica Damčević
- Camerata Serbica Brass
- Katarina Krpan,
- Dora Grizelj
- Taša Šinkovec
- Dragomir Bratić
- An Wang i Katarina Bratić
- „The art of accordion“: Vladimir Blagojević, Danica Konotar, Nikola Lazarević, harmonike
- Gudački kvartet TAJJ, Novi Sad
- Peca Popović
- Veče novosadskih umetnika: Novosadski duvački kvintet
- Novogodišnji koncert mladih: Nebograd & Hor DKC & Čutura
- Pierre-Laurent Aimard & Tamara Stefanović
- Minetti Quartett
- Lidija Bizjak
- Bajaga
- Lena Kovačević
- Ana Sofrenović
- Krzysztof Szumanski
- Iva Milošević & Đorđe Milošević